# Kroppkaka
Kroppkaka er en traditionel Sydsvensk ret bestående af kogte kartoffelboller med fyld af løg og kød eller bacon. Kartoffler, hvedemel, løg, salt og hakket okse- eller svinekød er almindelige ingredienser i kroppkakor. Kroppkakor er hovedsagelig en ret fra de sydlige svenske landskaber Blekinge, Småland, Gotland og Øland.
Kroppkakor serveres med smør, kærnemælk og tyttebær syltetøj. Der findes regionale forskelle med hensyn til opskriften, især når det kommer til andelen af henholdsvis prækogte og rå kartofler. Krydderier er stærkt indvirkende i nogle variationer. Selvom kroppkakor og palt ser helt ens ud i form, er de ikke den samme ret på grund af de forskellige anvendte ingredienser. Kroppkakor er for det meste lavet af prækogte kartofler og hvede, hvorimod rå kartofler og byg anvendes i palt.
Blekingske Kroppkakor kaldes "gråa” og fremstilles på næsten kun rå kartofler, og kun en lille del af kartoflerne koges. Ølendske kroppkakor har lidt mere kogte kartofler end de blekingske kroppkakor, men stadig mest rå kartofler.  Smålendske kroppkakor fremstilles med ca. 50% rå kartofler og 50% kogte kartofler.  Gotlandske kroppkakor kaldes "hvide” og fremstilles kun på kogte kartofler.